# Shigeo Sugiura
Shigeo Sugiura (japonès: 杉浦重雄)  (Hamamatsu, 10 de maig de 1917 - 10 d'abril de 1988) fou un nedador japonès, especialista en proves d'estil lliure, que va competir durant la dècada de 1930.
El 1936 va prendre part en els Jocs Olímpics d'Estiu de Berlín, on va guanyar la medalla d'or en els 4x200 metres lliures del programa de natació, formant equip amb Masanori Yusa, Masaharu Taguchi i Shigeo Arai. En aquesta final aconseguí el rècord del món de la distància, el qual fou vigent fins als Jocs de Londres de 1948.